# Kyle Ebecilio
Kyle Stephen Joel Ebecilio (* 17. Februar 1994 in Rotterdam, Südholland) ist ein niederländischer Fußballspieler.

## Vereine

### FC Twente Enschede
Im Sommer 2010 wechselte der sechzehnjährige Kyle Ebecilio aus der Jugend seines Heimatvereines Feyenoord Rotterdam in die Jugendakademie des englischen Erstligisten FC Arsenal. Nach drei Jahren in London entschied er sich aufgrund geringer Einsatzperspektiven in der ersten Mannschaft des Vereins zu einer Rückkehr in die Niederlande und unterschrieb im Mai 2013 einen Fünfjahresvertrag beim FC Twente Enschede. In der Eredivisie 2013/14 gelang dem 19-Jährigen eine eindrucksvolle erste Spielzeit mit sieben Treffern in vierunddreißig Ligaspielen. Der FC Twente beendete die Saison auf einem guten dritten Tabellenplatz. Die Saison 2014/15 beendete der mit Finanzproblemen kämpfende FC Twente lediglich als Tabellenzehnter. Kyle Ebecilio gelangen drei Tore in sechsundzwanzig Ligaspielen.
Am 20. August 2015 wechselte er auf Leihbasis für die Dauer der Football League Championship 2015/16 zum englischen Zweitligisten Nottingham Forest.

### Niederländische Jugendnationalmannschaft
Im Sommer 2011 nahm Kyle Ebecilio mit der niederländischen U-17 an der U-17-Fußball-Europameisterschaft 2011 in Serbien teil. Im Turnierverlauf konnte er drei Treffer erzielen und mit seinem Team durch einen 5:2-Finalerfolg über die deutsche U-17 den Titel gewinnen. Ebecilio wurde zudem als bester Spieler des Turniers ausgezeichnet.